# 華金·克雷斯波
華金·克雷斯波（Joaquín Crespo，1841年8月22日—1898年4月16日），委內瑞拉總統和军官，他於1884年至1886年、1892年至1898年兩度出任總統。

## 生平
華金·克雷斯波曾參加联邦战争。他在胡安·巴勃罗·罗哈斯·保罗擔任總統期間流亡海外。華金·克雷斯波最終在內戰中陣亡。2018年，華金·克雷斯波和妻子的墳墓遭到洗劫和破壞。